# Plutarco Elías Calles

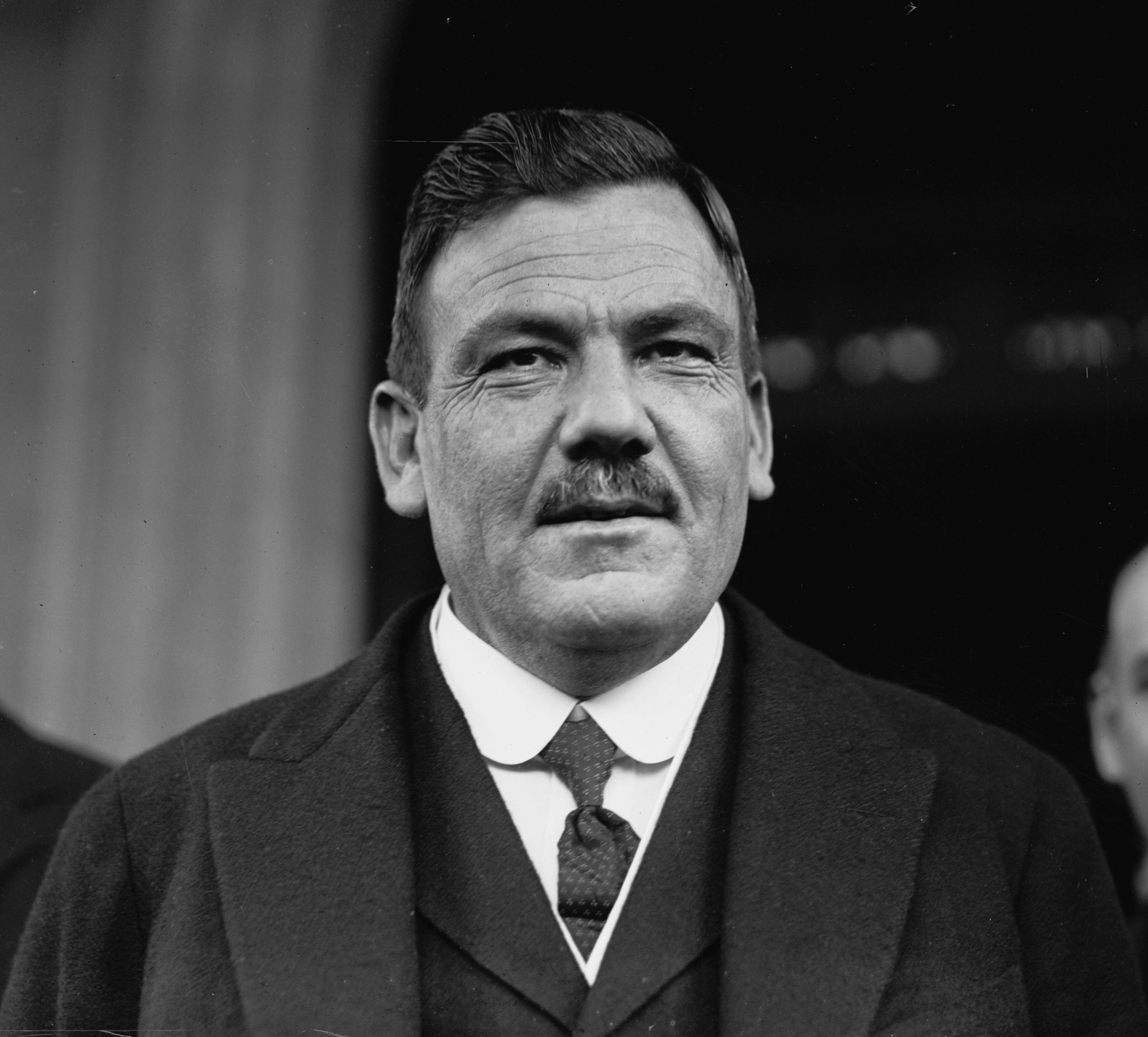
Plutarco Elías Calles (1924)

Plutarco Elías Calles (* 25. September 1877 in Guaymas, Sonora; † 19. Oktober 1945 in Mexiko-Stadt) war ein mexikanischer Offizier und Politiker. Von 1924 bis 1928 war er Präsident von Mexiko, bis 1934/35 galt er weiterhin als der tatsächliche Machthaber im Land. Die von ihm als Partido Nacional Revolucionario gegründete Partido Revolucionario Institucional regierte Mexiko ununterbrochen bis zum Jahr 2000.

## Leben
Der aus dem Bundesstaat Sonora stammende Calles war Offizier der mexikanischen Armee. Er unterstützte Francisco Madero bei dessen Ausrufung der Mexikanischen Revolution und wurde Armeebefehlshaber in Sonora. Calles beteiligte sich 1920 an einer Verschwörung (dem „Plan von Agua Prieta“) gegen Präsident Venustiano Carranza, der letztlich Álvaro Obregón an die Macht brachte. Als Innenminister unter Präsident Álvaro Obregón war er dessen designierter Nachfolger für die Wahlen 1924.  Gegen Calles, der verdächtigt wurde, in die unter dubiosen Umständen erfolgte Ermordung Pancho Villas im Juli 1923 verwickelt zu sein, versuchten aufständische Armeeführer, den Interimspräsidenten von 1920, Adolfo de la Huerta, durchzusetzen. Die Kampfhandlungen konnte das Obregón-Regime bis Mai 1924 für sich entscheiden. Nach blutigen Säuberungen in den Reihen der aufständischen Armeeführer ging die Wahl Calles zum Präsidenten im Juli 1924 ohne weitere Zwischenfälle über die Bühne.
Calles war bis 1928 Staatspräsident von Mexiko. Er verfocht die Rechte des Staates gegen die wirtschaftliche und politische Einflussnahme der USA und der ausländischen Erdölgesellschaften. Im Innern wandte er sich gegen die Großgrundbesitzer und die einflussreiche katholische Kirche. 1926 erließ er das sogenannte Ley Calles mit drastischen Beschränkungen der Freiheit der katholischen Kirche, beispielsweise Zölibatsverbot, Verbot vieler Ordensgemeinschaften usw. Parallel dazu wurde eine kurz zuvor gegründete Nationalkirche stark gefördert, um die Beziehungen der katholischen Bevölkerung zum Vatikan zu unterbrechen. Diese Umstände führten zu einem sehr blutigen Bürgerkrieg, dem Guerra Cristera (1926–1929). 
Er unterschrieb am 22. November 1927 auch den Exekutionsbefehl gegen den später seliggesprochenen Miguel Pro und dessen Brüder Humberto und Roberto wegen einer angeblichen Beteiligung an einem Attentat gegen Obregón am 13. des Monats, wohlwissend, dass die drei Brüder nichts mit dem Attentat zu tun hatten. Die Hinrichtung fand am darauffolgenden Tag statt, nur Roberto überlebte durch eine Intervention des argentinischen Botschafters, Minuten nach der Exekution seiner beiden Brüder.
Die Ermordung Obregóns durch einen fanatisierten Katholiken im Juli 1928 nutzte er dann geschickt, um sich auch nach Ende seiner Amtszeit als Präsident eine dominierende politische Rolle in Mexiko als „Jefe Maximo de la Revolucion“ zu sichern. Er war noch mehrfach Staatsminister, so 1929, als er als Kriegs- und Marineminister die aufkommende Revolution bekämpfte.
Im Jahre 1929 gründete er die Partei Partido Nacional Revolucionario, später Partido Revolucionario Institucional. Als Parteichef der PNR war er bis 1934/35 der tatsächliche Machthaber in Mexiko, die Präsidenten waren abhängig von ihm. Erst 1936 konnte Calles von Präsident Lázaro Cárdenas ins Exil gedrängt werden. Er lebte fünf Jahre in den USA und versuchte 1941 nach seiner Rückkehr vergeblich, wieder in der Politik Fuß zu fassen.
Vor seinem Tode wurde er in einem katholischen Krankenhaus gepflegt. Unter dem Eindruck der dortigen barmherzigen Schwestern versöhnte er sich wieder mit der Katholischen Kirche und starb nach Erhalt der Sterbesakramente am 19. Oktober 1945.
Calles war Freimaurer der Loge Helios in Guaymas im mexikanischen Staat Sonora.